# Автошлях Т 1928
Автошля́х Т 1928 — автомобільний шлях територіального значення у Сумській області. Пролягає територією Охтирського району через Лутище — Куземин. Загальна довжина — 10,3 км.

## Маршрут
Автошлях проходить через такі населені пункти:
| Автошлях Т 1928  |     |
| Сумська область  |     |
| Охтирський район |     |
| Лутище           | Н12 |
| Українка         |     |
| Куземин          |     |